# فيكتور بيمبرتون
فيكتور بيمبرتون (بالإنجليزية: Victor Pemberton)‏ هو كاتب سيناريو وكاتب ومنتج تلفزيوني بريطاني، ولد في 10 أكتوبر 1931 في إيزلينغتون ‏ في المملكة المتحدة، وتوفي في 13 أغسطس 2017.

## وصلات خارجية
- الموقع الرسمي
- فيكتور بيمبرتون على موقع IMDb (الإنجليزية)
- فيكتور بيمبرتون على موقع ميوزك برينز (الإنجليزية)
- فيكتور بيمبرتون على موقع ديسكوغز (الإنجليزية)